# Аденау
Аденау (њем. Adenau) град је у њемачкој савезној држави Рајна-Палатинат. Једно је од 74 општинска средишта округа Арвајлер. Према процјени из 2010. у граду је живјело 2.856 становника. Посједује регионалну шифру (AGS) 7131001.

## Географија
Аденау се налази у савезној држави Рајна-Палатинат у округу Арвајлер. Град се налази на надморској висини од 300 метара. Површина општине износи 18,6 km². У самом граду је, према процјени из 2010. године, живјело 2.856 становника. Просјечна густина становништва износи 154 становника/ km².

## Међународна сарадња
| Мјесто                  | Држава    | Врста сарадње | Од    |
| ----------------------- | --------- | ------------- | ----- |
| Кастионе дела Презолана | Италија   | партнерство   | 2002. |
| Мелиехе                 | Малта     | партнерство   | 1996. |
|                         | Француска | партнерство   | 1985. |
| Извор                   |           |               |       |